# Lijst van voetbalinterlands Azerbeidzjan - Noorwegen
Deze lijst van voetbalinterlands is een overzicht van alle officiële voetbalwedstrijden tussen de nationale teams van Azerbeidzjan en Noorwegen. De landen speelden tot op heden zes keer tegen elkaar, te beginnen met een kwalificatiewedstrijd voor het Wereldkampioenschap voetbal 1998, op 2 juni 1996 in Oslo. Het laatste duel, een kwalificatiewedstrijd voor het Wereldkampioenschap voetbal 2018, werd gespeeld in de Noorse hoofdstad op 1 september 2017.

## Wedstrijden
| № | Plaats | Datum            | Competitie           | Wedstrijd                | Uitslag |
| - | ------ | ---------------- | -------------------- | ------------------------ | ------- |
| 1 | Oslo   | 2 juni 1996      | WK 1998 kwalificatie | Noorwegen – Azerbeidzjan | 5 – 0   |
| 2 | Bakoe  | 6 september 1997 | WK 1998 kwalificatie | Azerbeidzjan – Noorwegen | 0 – 1   |
| 3 | Bakoe  | 16 november 2014 | EK 2016 kwalificatie | Azerbeidzjan – Noorwegen | 0 – 1   |
| 4 | Oslo   | 12 juni 2015     | EK 2016 kwalificatie | Noorwegen − Azerbeidzjan | 0 − 0   |
| 5 | Bakoe  | 8 oktober 2016   | WK 2018 kwalificatie | Azerbeidzjan – Noorwegen | 1 – 0   |
| 6 | Oslo   | 1 september 2017 | WK 2018 kwalificatie | Noorwegen − Azerbeidzjan | 2 − 0   |

## Samenvatting
| Competitie      | Totaal gespeeld | Winst Azerbeidzjan | Gelijk | Winst Noorwegen | Doelsaldo Azerbeidzjan – Noorwegen |
| --------------- | --------------- | ------------------ | ------ | --------------- | ---------------------------------- |
| WK-kwalificatie | 4               | 1                  | 0      | 3               | 1 − 8                              |
| EK-kwalificatie | 2               | 0                  | 1      | 1               | 0 − 1                              |
| Totaal          | 6               | 1                  | 1      | 4               | 1 − 9                              |

Wedstrijden bepaald door strafschoppen worden, in lijn met de FIFA, als een gelijkspel gerekend.

## Details

### Eerste ontmoeting
| WK 1998 kwalificatie (Oslo, Noorwegen, 2 juni 1996): |              | |
| Noorwegen | 5 – 0        | Azerbeidzjan |
| Ståle Solbakken 8' Ole Gunnar Solskjær 37' Ståle Solbakken 46' Frank Strandli 60' Ole Gunnar Solskjær 89'                                                                           | goals        | |
| Egil Olsen | bondscoach   | Kazbek Tuayev |
| Frode Grodås Alf-Inge Håland Henning Berg Ronny Johnsen Stig Inge Bjørnebye Petter Rudi Ståle Solbakken 79' Kjetil Rekdal Øyvind Leonhardsen 46' Ole Gunnar Solskjær Frank Strandli | opstellingen | Aleksandr Jidkov İqor Getman Deni Qaysumov Tərlan Əhmədov Vyaçeslav Lıçkin 79' Rasim Abuşev Yunis Hüseynov 46' Vidadi Rzayev 38' Emin Ağayev Nazim Süleymanov Ruslan İdiqov |
| Tore André Flo 46' Tommy Svindal Larsen 79' | wissels      | 38' Vladislav Nosenko 46' Qurban Qurbanov 79' Arif Əsədov |
| | gele kaarten | 47' Nazim Süleymanov |

### Tweede ontmoeting
| WK 1998 kwalificatie (Bakoe, Azerbeidzjan, 6 september 1997): |              | |
| Azerbeidzjan | 0 – 1        | Noorwegen |
| | goals        | 43' Tore André Flo |
| Vaqif Sadıqov | bondscoach   | Egil Olsen |
| Aleksandr Jidkov Faiq Cabbarov Deni Qaysumov Emin Ağayev Rasim Abuşev 68' Rüfət Quliyev Vyaçeslav Lıçkin 88' Yunis Hüseynov 78' Narvik Sırxayev Nazim Süleymanov Qurban Qurbanov | opstellingen | Frode Grodås Dan Eggen Henning Berg Stig Inge Bjørnebye Petter Rudi Erik Mykland 74' Kjetil Rekdal Ståle Solbakken 46' Frank Strandli Tore André Flo 82' Jostein Flo |
| Aslan Kərimov 68' Vidadi Rzayev 78' Ruslan Musayev 88' | wissels      | 46' Gunnar Halle 74' Bent Skammelsrud 82' Odd Inge Olsen |
| | gele kaarten | 76' Erik Mykland |
| - Debuut van Odd Inge Olsen (Molde FK) voor Noorwegen. |              | |

### Derde ontmoeting
| EK 2016 kwalificatie (scheidsrechter Jevhen Aranovsky, Bakoe, 16 november 2014):                                                                                                |              | |
| Azerbeidzjan | 0 – 1        | Noorwegen |
| | goals        | 25' Håvard Nordtveit |
| Mahmud Qurbanov | bondscoach   | Per-Mathias Høgmo |
| Səlahət Ağayev Mahir Şükürov Maksim Medvedev Rəşad Sadıqov Ruslan Abışov 65' Elvin Yunuszadə Araz Abdullayev Rahid Əmirquliyev Cavid İmamverdiyev 70' Vaqif Cavadov Rauf Əliyev | opstellingen | Ørjan Nyland Tom Høgli Vegard Forren Alexander Tettey Per Ciljan Skjelbred Håvard Nordtveit Omar Elabdellaoui 57' Mats Møller Dæhli 90+1' Tarik Elyounoussi Stefan Johansen 72' Håvard Nielsen |
| Qara Qarayev 65' Dima Nazarov 70' | wissels      | 57' Jone Samuelsen 72' Alexander Søderlund 90+1' Fredrik Gulbrandsen |
| Elvin Yunuszadə 53' Dima Nazarov 84' | gele kaarten | 15' Tarik Elyounoussi 61' Jone Samuelsen 75' Alexander Søderlund |

### Vierde ontmoeting
| EK 2016 kwalificatie (scheidsrechter Paweł Gil, Oslo, 12 juni 2015): |              | |
| Noorwegen | 0 – 0        | Azerbeidzjan |
| | goals        | |
| Per-Mathias Høgmo | bondscoach   | Robert Prosinečki |
| Ørjan Nyland Tom Høgli Vegard Forren Even Hovland Per Ciljan Skjelbred 55' Håvard Nordtveit Omar Elabdellaoui Martin Ødegaard Stefan Johansen Alexander Søderlund 68' Joshua King 79' | opstellingen | Kamran Ağayev Rəşad Sadıqov Maksim Medvedev Qara Qarayev Badavi Hüseynov Cavid Hüseynov Rahid Əmirquliyev Arif Daşdemirov Əfran İsmayılov 90+3' Dima Nazarov 81' Ruslan Qurbanov |
| Pål André Helland 55' Magnus Wolff Eikrem 68' Adama Diomande 79' | wissels      | 81' Vüqar Nadirov 90+3' Məhəmməd Qurbanov |
| | gele kaarten | 45' Arif Daşdemirov |
| - Debuut van Adama Diomande (Stabæk IF) voor Noorwegen. |              | |

### Vijfde ontmoeting
| WK 2018 kwalificatie (Bakoe, Azerbeidzjan, 8 oktober 2016): |              | |
| Azerbeidzjan | 1 – 0        | Noorwegen |
| Maksim Medvedev 11' | goals        | |
| Robert Prosinečki | bondscoach   | Per-Mathias Høgmo |
| Kamran Ağayev Rəşad Sadıqov Arif Daşdəmirov Maksim Medvedev Rahid Əmirquliyev Qara Qarayev Məhəmməd Mirzəbəyov Eddi İsrafilov 65' Dima Nazarov Ağabala Ramazanov 90' Ruslan Qurbanov 80' | opstellingen | Rune Jarstein Haitam Aleesami Even Hovland Stefan Strandberg Jonas Svensson 84' Per Ciljan Skjelbred Ole Selnæs 71' Pål André Helland Markus Henriksen 61' Joshua King Adama Diomande |
| Namiq Ələsgərov 65' Ramil Şeydayev 80' Badavi Hüseynov 90' | wissels      | 61' Alexander Sørloth 71' Jo Inge Berget 84' Stefan Johansen |
| Ruslan Qurbanov 64' | gele kaarten | 32' Haitam Aleesami 33' Jonas Svensson 90+2' Stefan Johansen 90+3' Alexander Sørloth                                                                                                  |

AFFA · A-internationals · Bondscoaches · Statistieken · Azerbeidzjaans vrouwenelftal · Azerbeidzjan U21 · Azerbeidzjan U20 · Azerbeidzjan U19 · Azerbeidzjan U18 · Azerbeidzjan U17 · Azerbeidzjan U16
1992 – 1999 ·
2000 – 2009 ·
2010 – 2019 ·
2020 − 2029
1992 · 
1993 · 
1994 · 
1995 · 
1996 · 
1997 · 
1998 · 
1999 · 
2000 · 
2001 · 
2002 · 
2003 · 
2004 · 
2005 · 
2006 · 
2007 · 
2008 · 
2009 · 
2010 · 
2011 · 
2012 · 
2013 · 
2014 · 
2015 · 
2016 · 
2017 ·
2018 ·
2019 ·
2020 ·
2021 ·
2022 ·
2023 ·
2024
Albanië ·
Andorra ·
Bahrein ·
België ·
Bosnië en Herzegovina · 
Bulgarije ·
Canada ·
Cyprus ·
Duitsland ·
Engeland ·
Estland ·
Faeröer ·
Filipijnen ·
Finland ·
Frankrijk ·
Georgië ·
Honduras ·
Hongarije ·
Ierland ·
IJsland ·
India ·
Irak ·
Iran ·
Israël ·
Italië ·
Japan · 
Jordanië ·
Kazachstan ·
Kirgizië · 
Koeweit · 
Kosovo · 
Kroatië · 
Letland ·
Liechtenstein ·
Litouwen ·
Luxemburg ·
Malta ·
Moldavië ·
Mongolië ·
Montenegro ·
Noord-Ierland ·
Noord-Macedonië ·
Noorwegen ·
Oekraïne ·
Oezbekistan ·
Oman ·
Oostenrijk ·
Palestina ·
Polen ·
Portugal ·
Qatar ·
Roemenië ·
Rusland ·
San Marino ·
Saoedi-Arabië ·
Servië ·
Servië en Montenegro ·
Singapore ·
Slovenië ·
Slowakije ·
Spanje ·
Tadzjikistan · 
Trinidad en Tobago · 
Tsjechië ·
Turkije · 
Turkmenistan · 
Verenigde Arabische Emiraten ·
Verenigde Staten ·
Wales ·
Wit-Rusland ·
Zwitserland ·
Zweden
NFF · A-internationals · Selecties · Bondscoaches · Noors vrouwenelftal · Olympisch elftal · Noorwegen U21 · Noorwegen U20 · Noorwegen U19 · Noorwegen U18 · Noorwegen U17 · Noorwegen U16 · Vrouwen U17
1908 – 1919 ·
1920 – 1929 ·
1930 – 1939 ·
1940 – 1949 ·
1950 – 1959 ·
1960 – 1969 ·
1970 – 1979 ·
1980 – 1989 ·
1990 – 1999 ·
2000 – 2009 ·
2010 – 2019 ·
2020 − 2029
EK 2000
WK 1938 ·
WK 1994 ·
WK 1998
OS 1912 · 
OS 1920 · 
OS 1936 · 
OS 1952 · 
OS 1984
1908 ·
1909 ·
1910 ·
1911 ·
1912 · 
1913 · 
1914 · 
1915 · 
1916 · 
1917 · 
1918 · 
1919 · 
1920 · 
1921 · 
1922 · 
1923 · 
1924 · 
1925 · 
1926 · 
1927 · 
1928 · 
1929 · 
1930 · 
1931 · 
1932 · 
1933 · 
1934 · 
1935 · 
1936 · 
1937 · 
1938 · 
1939 · 
1940 – 1944 · 
1945 · 
1946 · 
1947 · 
1948 · 
1949 · 
1950 · 
1952 · 
1952 · 
1953 · 
1954 · 
1955 · 
1956 · 
1957 · 
1958 · 
1959 · 
1960 · 
1961 · 
1962 · 
1963 · 
1964 · 
1965 · 
1966 · 
1967 · 
1968 · 
1969 · 
1970 · 
1971 · 
1972 · 
1973 · 
1974 · 
1975 · 
1976 · 
1977 · 
1978 · 
1979 · 
1980 · 
1981 · 
1982 · 
1983 · 
1984 · 
1985 · 
1986 · 
1987 · 
1988 · 
1989 · 
1990 ·
1991 · 
1992 · 
1993 · 
1994 · 
1995 · 
1996 · 
1997 · 
1998 · 
1999 · 
2000 · 
2001 · 
2002 · 
2003 · 
2004 · 
2005 · 
2006 · 
2007 · 
2008 · 
2009 · 
2010 · 
2011 · 
2012 · 
2013 · 
2014 · 
2015 · 
2016 · 
2017 · 
2018 ·
2019 ·
2020 ·
2021 ·
2022 ·
2023 ·
2024
Albanië ·
Argentinië ·
Armenië ·
Australië ·
Azerbeidzjan ·
Bahrein ·
België ·
Bermuda ·
Bosnië en Herzegovina ·
Brazilië ·
Bulgarije ·
China ·
Colombia ·
Costa Rica ·
Cyprus ·
Denemarken ·
DDR ·
Duitsland ·
Egypte ·
Engeland ·
Estland ·
Faeröer ·
Finland ·
Frankrijk ·
Georgië ·
Ghana ·
Gibraltar ·
Grenada ·
Griekenland ·
Guatemala ·
Honduras ·
Hongarije ·
Hongkong ·
Ierland ·
IJsland ·
Israël ·
Italië ·
Jamaica ·
Japan ·
Joegoslavië ·
Jordanië ·
Kameroen ·
Kazachstan ·
Koeweit ·
Kosovo ·
Kroatië ·
Letland ·
Litouwen ·
Luxemburg ·
Malta ·
Marokko ·
Mexico ·
Moldavië ·
Montenegro ·
Nederland ·
Nieuw-Zeeland ·
Nigeria ·
Noord-Ierland ·
Noord-Korea ·
Noord-Macedonië ·
Oekraïne ·
Oman ·
Oostenrijk ·
Panama ·
Paraguay ·
Polen ·
Portugal ·
Qatar ·
Roemenië ·
Rusland ·
Saarland ·
San Marino ·
Saoedi-Arabië ·
Schotland ·
Senegal ·
Servië ·
Servië en Montenegro ·
Singapore ·
Slovenië ·
Slowakije ·
Sovjet-Unie ·
Spanje ·
Thailand ·
Trinidad en Tobago ·
Tsjechië ·
Tsjecho-Slowakije ·
Tunesië ·
Turkije ·
Uruguay ·
Verenigde Arabische Emiraten ·
Verenigde Staten ·
Verenigd Koninkrijk ·
Wales ·
Wit-Rusland ·
Zuid-Afrika ·
Zuid-Korea ·
Zweden ·
Zwitserland